# Torre Baró (Huesca)
Torre Baró es un despoblado español del municipio de Puente de Montañana, comarca de la Ribagorza, provincia de Huesca.

## Geografía
Se encuentra en la vertiente oriental de la sierra de l'Almunia, sobre un cerro a dos kilómetros de Montañana, el pueblo se estructura en torno a una plaza construida en el llano en lo alto del cerro.

## Toponimia
Es mencionado originalmente como la Torre del Baró,aparece como propiedad en alodio de los barones de Pallars Jussá, con una consideración especial dentro del término de Montañana, ya que estos barones eran sus castellanos, por lo que existe la posibilidad de que el origen de su nombre provenga de esta situación.

## Historia
Su presencia en el corpus documental es escaso a pesar de que aparece mencionado en una donación en el 1088  por Ramón Bonfill y su mujer Gila a Ramon Brocard y su mujer Adelaida, posteriormente vuelve a aparecer en el 1190 cuando Guillén de Caserras dona a la encomienda hospitalaria de Císcar un hombre de la Torre con un censo de cinco dineros, concesión que en el siglo XIII desemboca de nuevo en los condes de Pallars Sobirá y finalmente Ubieto Arteta menciona como su dueño en el 1610 a Juan de Mora.
Fue un lugar de ocho casas en su momento de auge, mientras que mantuvo siete abiertas hasta los años 70, cuando empezó la decadencia demográfica que terminó por dejar abandonada la población en el 1985.
En lo eclesiástico perteneció al obispado de Urgel, incluyéndose dentro del oficialato de Areny, pasando luego en el 1956 al de Lérida hasta su último cambio a la diócesis de Barbastro-Monzón en 1995.

## Patrimonio
- Iglesia de la Virgen de Valdeflores, templo románico del siglo XII de una nave cubierta con bóveda de medio cañón y ábside semicircular con capillas laterales, producto de una reforma posterior, coro a los pies y con el acceso a través de un porche.[5]En el interior se encuentra encalado aunque de la decoración mural solamente queda la del ábside.[6]
- Pilaret de San Antonio, ubicado en la pista de acceso a la población, es de forma prismática y realizado con cemento imitando sillares, está colocado sobre una grada de cinco peldaños. En mal estado de conservación.[6]

## Cultura
Las festividades de la población se celebraban el tercer domingo de septiembre en honor a la virgen de Valdeflores, durando dos días en los cuales se realizaba una ronda por el pueblo y siendo una fiesta de importancia local al acudir también los vecinos de Puente de Montañana, San Lorenzo, Almunia de San Lorenzo o Viacamp.